# Stadion Centralny w Kazaniu
Stadion Centralny – wielofunkcyjny stadion w Kazaniu, w Rosji. Obiekt może pomieścić 30 000 widzów. Został otwarty w 1960 roku. Swoje mecze rozgrywa na nim Rubin Kazań, który po zakończeniu budowy przeniesie się jednak na powstający obecnie nowy stadion. W dniach 17–20 lipca 2008 roku na stadionie odbyły się Mistrzostwa Rosji w lekkiej atletyce.